# John M. Hill
John McMurry Hill (*Dresden Tennessee, 3 de septiembre de 1887 - Bloomington, 6 de noviembre de 1966), hispanista y lexicógrafo estadounidense.
Estudió en la Universidad de Vanderbilt (bachiller en 1908; máster en 1910) y se doctoró en la de Wisconsin (1912). Tras enseñar durante un corto tiempo en Texas, pasó dos años en París y Madrid (1914-1916). Posteriormente hizo frecuentes viajes a España, con frecuencia a pie por los alrededores de Salamanca y Toledo, para conocer más de cerca los lugares donde vivieron el Lazarillo de Tormes y Peribáñez y referírselo a sus alumnos; aconsejaba además a todos los que quisiesen conocer las obras vivir donde estas ocurrían. Enseñó hasta su jubilación en la Universidad de Indiana y consagró gran número de estudios al teatro del Siglo de Oro y es autor de ediciones críticas de Luis Vélez de Guevara (Los novios de Hornachuelos, 1924); también editó La estrella de Sevilla (1929), Cuatro comedias (New York: WW Norton, 1941, con Mabel Margaret Harlan), Poesías germanescas (Bloomington: Indiana University, 1945) y la reimpresión del "Índice general alfabético de todos los títulos de comedias de Medel del Castillo" Revue Hispanique, 75 (1929), 144-369, véase Francisco Medel del Castillo. Extendió su interés a la lexicografía publicando el Universal vocabulario de Alfonso de Palencia y un Registro de Voces Españolas Internas (1957).
- Datos: Q1701044